# Peta Murgatroyd
Peta Jane Murgatroyd, född 14 juli 1986 i Auckland, är en nyzeeländskfödd amerikansk professionell latinodansare. Hon har synts i danshowen Burn the Floor på Broadway och är mest känd för sin medverkan i TV-programmet Dancing with the Stars där hon har fått två vinster.
Murgatroyd är sedan 2017 gift med Maksim Chmerkovskiy, även han känd som en professionell dansare i Dancing with the Stars. Tillsammans har de en son. Hon har sedan den 10 oktober 2019 ett amerikanskt medborgarskap.